# Hertzsprung-Russllov diagram
Hertzsprung–Russllov diagrám [hércsprung-ráselov ~] (po navadi tudi kar H-R diagram (kratica HRD)) je v zvezdni astronomiji graf, ki prikazuje zvezde razporejene po njihovi navidezni barvi (spektralnem razredu in temperaturi) na eni strani in njihovo svetlostjo (absolutnim izsevom in od tod izpeljanim izsevom v primerjavi z izsevom Sonca). Na njem so astronomi razporedili barvo zvezd, temperaturo, absolutni izsev, spektralni razred in stopnjo razvoja v življenjskem ciklu zvezde. Ta diagram, prikazuje, da obstajajo trije zelo različni tipi zvezd.
Večina zvezd, tudi Sonce, so zvezde z glavne veje in v njihovih središčih poteka zlivanje atomskih jeder (nuklearna fuzija), pri katerem se pretvarjajo atomi vodika v atome helija. Za te zvezde velja, da svetlejše kot so bolj vroče so in obratno. Te zvezde so na najbolj stabilni točki njihovega razvoja; kar običajno traja približno 5 milijard let. Ko te zvezde začno umirati, postanejo orjakinje in nadorjakinje (to področje je nad področjem glavne veje v HRD). Te zvezde so porabile vso svojo zalogo vodika in so zelo stare (oziroma na visoki stopnji razvoja). Jedro teh zvezd se počasi seseda, zunanje plasti pa se napihnejo. Te zvezde sčasoma eksplodirajo (postanejo planetarne meglice ali supernove, kar je odvisno od njihove mase) in potem postanejo bele pritlikavke (masa do 1,44 Sončeve mase), nevtronske zvezde (od 1,44 do 3,00 Sončevih mas) ali črne luknje (masa več kot 3,00 Sončeve mase). Manjše zvezde (kot npr. Sonce) končno postanejo medle bele pritlikavke (vroče, bele, zatemnjene zvezde), ki so pod področjem glavne veje v HRD. Te vroče, počasi skrčujoče zvezde so porabile svoje jedrsko gorivo in postanejo hladne, temne, črne pritlikavke.
Ameriški astronom in astrofizik Henry Norris Russell je v letih od 1904 do 1913 in 1915 dal odvisnosti absolutnega izseva in temperature zvezd, ki jo je odkril danski astronom in kemik Ejnar Hertzsprung, današnjo obliko v Hertzsprung-Russllovem diagramu.